# Hôtel de Tresmes

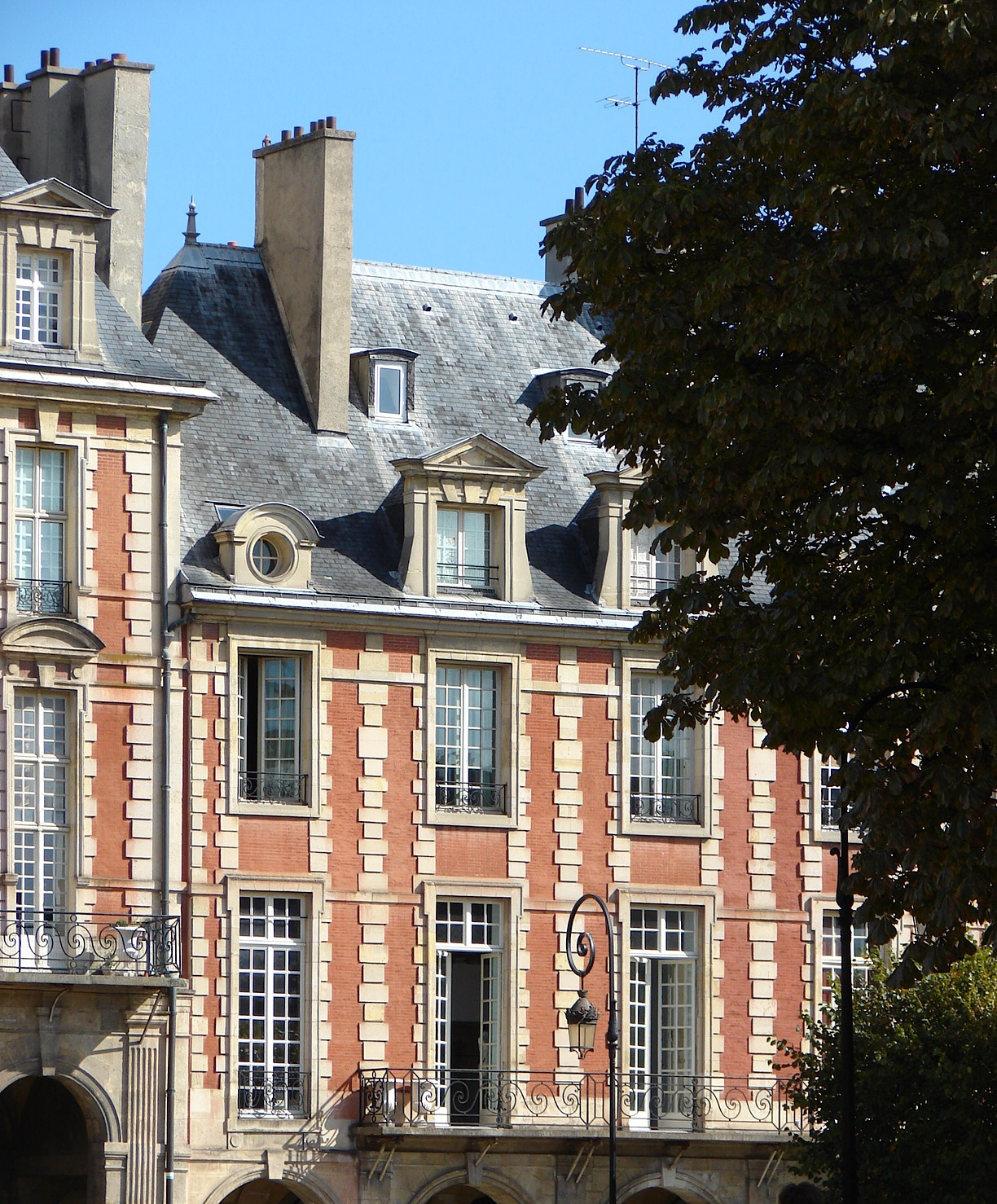
Hôtel de Tresmes in Paris (2010)

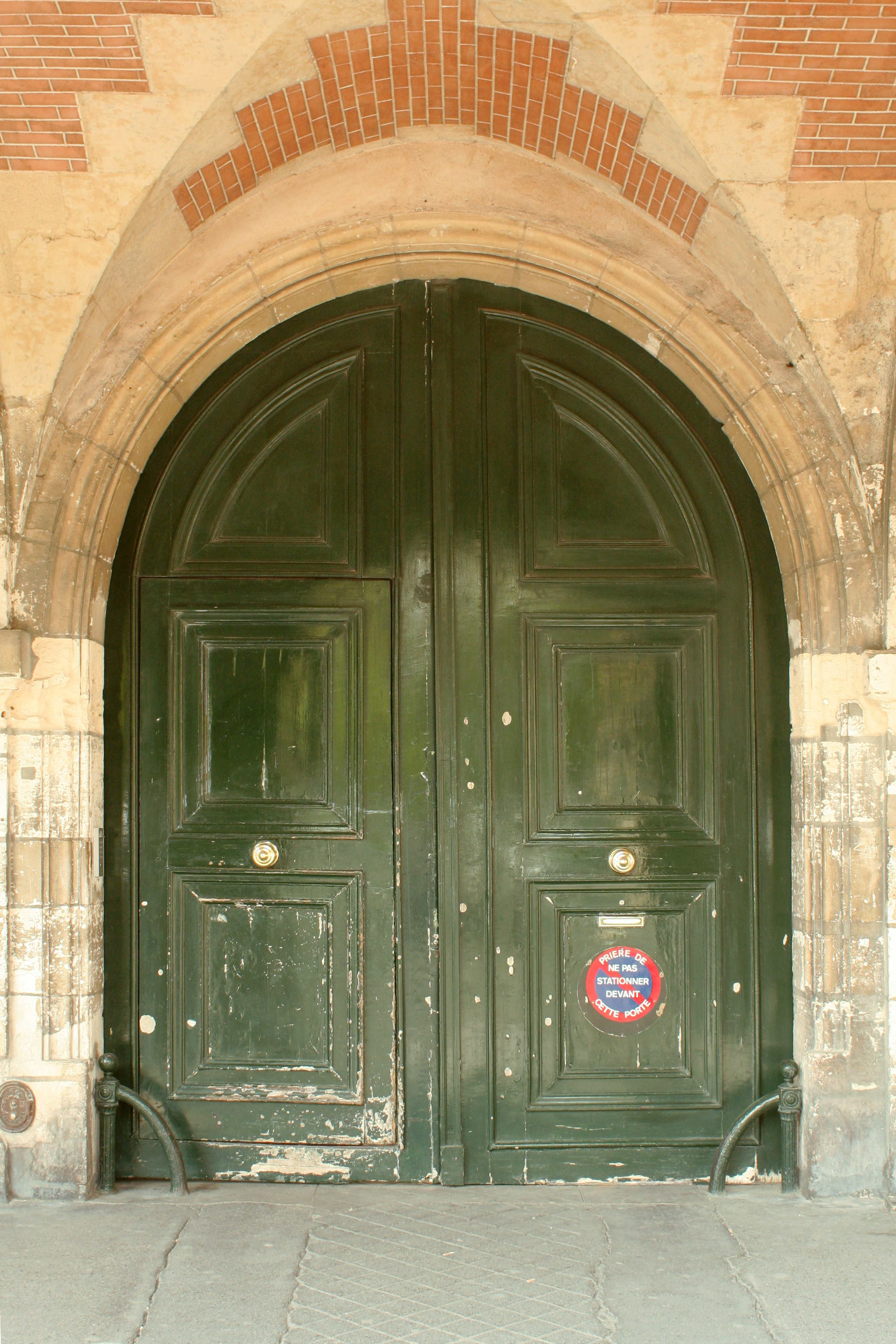
Portal

Das Hôtel de Tresmes (auch als Hôtel de Gourgues bezeichnet) in Paris, der französischen Hauptstadt, ist ein Hôtel particulier im 3. Arrondissement. Im Jahr 1956 wurde der Stadtpalast an der Place des Vosges Nr. 26 als Monument historique in die Liste der Baudenkmäler in Frankreich aufgenommen.
Das Haus wurde zwischen 1605 und 1612 von Guillaume Parfait errichtet. Es wurde 1654 dem Hôtel-Dieu in Paris gestiftet, das es bekannten Adeligen vermietete.